# S/2003 (130) I
S/2003 (130) I — естественный спутник астероида (130) Электра. Он был обнаружен 15 августа 2003 года с помощью телескопа Кек на Гавайях. Диаметр спутника составляет около 6 км, он движется по орбите на расстоянии 1318 км от Электры, но поскольку он до сих пор наблюдался лишь несколько раз, точно установить его орбиту не удалось. Период обращения — 5,2575±0,0053 дня. Спутнику присвоили временное обозначение S/2003 (130) 1 пока он не получит собственное имя.